# Planet Döner
Planet Döner ist das dritte Studioalbum des Comedy-Duos Erkan und Stefan. Es wurde am 18. Februar 2000 über das Label Lawine veröffentlicht. Größtenteils ist dieses Album ein Hörspiel, bei dem es um einen Dönerladen in München geht, dessen Besitzer Erkan und Stefan durch gewisse Umstände werden. Die Stücke Ich schwör und Druckmusik sind die einzigen zwei Lieder auf dem Album. Beide Lieder sind dem Hip-Hop-Genre einzuordnen. Ich schwör wurde vor Erscheinung des Albums als Single veröffentlicht, ein Video wurde zu dem Lied ebenso gedreht und befindet sich auf dem Album.

## Handlung
Erkan und Stefan arbeiten als Aushilfe für Ecki, einem Dönerladenbesitzer und Freund der beiden. Sie bekommen von Ecki den Auftrag, eine Palette des Energygetränks Red Bull zu transportieren. Dazu benutzen sie Eckis Auto, einen BMW E23. Auf dem Weg zu Eckis Dönerladen werden Erkan und Stefan jedoch mehrmals mit Ruth, einem sprechenden Navigationsgerät, konfrontiert, woraufhin Erkan die Fassung verliert und dem Navigationsgerät einen Schlag verpasst. In deren Folge löst der Wagen den Airbag aus und verdeckt Stefan die Sicht. Erkan weist Stefan an, den Feuerlöscher zu nehmen und den Airbag damit niederzuschlagen, was Stefan auch tut. Dies erweist sich jedoch als keine gute Idee, da anschließend Löschschaum aus dem Feuerlöscher austritt, der Wagen beginnt deshalb zu schlittern und rast geradewegs auf Eckis Laden zu und kollidiert mit diesem. Eckis Auto ist nun stark demoliert, zudem liegt sein Laden in Trümmern. Fassungslos von diesem Anblick fällt Ecki in Ohnmacht. Nur kurze Zeit später kommt Pitbull Rado, vor dem Erkan und Stefan Angst haben, in den Laden. Sie improvisieren eine Lüge, um ihr Missgeschick zu vertuschen und erklären, dass Ecki auf einer Umschulung sei und der Laden gerade renoviert wird. Pitbull Rado glaubt den beiden, möchte aber einen Döner. Erkan und Stefan bitten ihn um zehn Minuten Zeit, den Döner zuzubereiten. Pitbull Rado willigt ein und verlässt den Laden. Erkan und Stefan wissen zunächst nicht, was sie tun sollen und wollen fliehen, beschließen aber zu bleiben und Pitbull Rado seinen Döner zuzubereiten. Nachdem Pitbull Rado zehn Minuten später wieder kommt und seinen Döner bekommt, stellt dieser fest, dass der Döner anders als gewohnt, aber sehr gut schmeckt. Das Geheimnis des Rezepts lag an dem Dönerspieß, welcher bei der Kollision des Wagens ins Getränkeregal geschleudert wurde und sich dort mit dem Red Bull-Getränk vermischt hat. Erkan und Stefan beschließen nun, den Laden zu übernehmen und auf Vordermann zu bringen. Dazu geben sie ihm den Namen Planet Döner. Alle Geschehnisse auf dem Album spielen sich an einem Tag ab.

## Titelliste
| #   | Titel                    | Länge |
| --- | ------------------------ | ----- |
| 1.  | Fitamine                 | 1:31  |
| 2.  | Route                    | 4:24  |
| 3.  | Pitbull Rado 1           | 1:55  |
| 4.  | Döneralarm!              | 3:02  |
| 5.  | Pitbull Rado 2           | 2:20  |
| 6.  | Planet Döner             | 2:01  |
| 7.  | Oregami                  | 1:49  |
| 8.  | Krassletten              | 2:28  |
| 9.  | Palim Palim              | 2:49  |
| 10. | Schnorrer 1              | 4:44  |
| 11. | Pettiküre                | 2:08  |
| 12. | Kreuzworträtselquiz      | 2:58  |
| 13. | Erkans Geburt            | 1:47  |
| 14. | Ich schwör               | 2:17  |
| 15. | U-Bahn                   | 2:30  |
| 16. | Wrestlemania             | 1:59  |
| 17. | Dönerfilosofi            | 3:27  |
| 18. | Antiaggressionsprogramm  | 1:30  |
| 19. | Schnorrer 2              | 0:40  |
| 20. | Dönerrest                | 1:17  |
| 21. | Langweil                 | 1:29  |
| 22. | Autoscooter              | 1:45  |
| 23. | Druckmusik               | 2:30  |
| 24. | Toilette                 | 2:41  |
| 25. | Schnorrer 3              | 0:46  |
| 26. | Schaumparty              | 1:36  |
| 27. | Laubfrosch               | 0:56  |
| 28. | 630 Mark, gut investiert | 3:52  |

## Besetzung
- John Friedmann: Erkan Maria Moosleitner
- Florian Simbeck: Stefan Lust
- Manuel Schwarz: Erzähler
- Doris Bimmer: Ruth
- Vince Wolfsteiner (Gleichzeitig auch Tonmeister): Schnorrer
- Edi Crnjac: Pitbull Rado